# Gižiga
Gižiga (in lingua russa Гижига) è un centro abitato dell'Oblast' di Magadan, situato nel Severo-Ėvenskij rajon.